# Asagumo
L'Asagumo (朝雲? lett. "Nuvole mattutine") è stato un cacciatorpediniere della Marina imperiale giapponese, ottava unità della classe Asashio. Fu varato nel novembre 1937 dal cantiere Kawasaki di Kōbe.
Assegnato alla 9ª Divisione poco prima dell'inizio delle ostilità nel Pacifico, fu presente alle operazioni anfibie nelle Filippine e nelle Indie orientali olandesi, partecipando infine alla battaglia del Mare di Giava (27-28 febbraio 1942) durante la quale rimase danneggiato. Tornò comunque presto in servizio e fu presente, senza avere alcun ruolo, alle battaglie delle Midway in giugno, delle Salomone orientali in agosto e di Capo Speranza in ottobre; fu molto più attivo nel completare le rischiose missioni del Tokyo Express e dette buona prova di sé nel corso di entrambi gli scontri notturni che compongono la battaglia navale di Guadalcanal (12-15 novembre 1942). Dopo aver collaborato all'operazione Ke, sopravvisse senza danni alla successiva battaglia del Mare di Bismarck (2-4 marzo 1943) e fu trasferito alla 5ª Flotta operante da Ominato: per quasi tutto il resto dell'anno rimase nel Pacifico settentrionale, avendo inoltre parte nella riuscita evacuazione di Kiska in estate. Dal principio del 1944 tornò sul fronte principale nel Pacifico centrale, dapprima inquadrato nella 10ª Divisione e in ultimo nella 4ª; seguì la flotta da battaglia nella fatale battaglia del Mare delle Filippine (19-20 giugno) e si rifugiò con essa alle isole Lingga. Potenziato nella contraerea, nella dotazione antisommergibile e con radar, fu tra le navi schierate nella disperata battaglia del Golfo di Leyte e fu affondato la mattina del 25 ottobre 1944 nelle ultime fasi della battaglia nello Stretto di Surigao, con gravi perdite umane.

## Servizio operativo

### Costruzione
Il cacciatorpediniere Asagumo fu ordinato nell'anno fiscale edito dal governo giapponese nel 1934. La sua chiglia fu impostata nel cantiere navale di Kōbe, gestito dalla ditta Kawasaki, il 23 dicembre 1936 e il varo avvenne il 5 novembre 1937; fu completato il 31 marzo 1938. All'inizio degli anni quaranta la nave formò con lo Yamagumo, il Natsugumo e il Minegumo la 9ª Divisione cacciatorpediniere, dipendente dalla 4ª Squadriglia della 2ª Flotta e assunse il ruolo di ammiraglia del reparto. Ospitò dunque il comandante della divisione, capitano di vascello Yasuo Sato, e il rispettivo stato maggiore.

### 1941-1942
Passato al comando del capitano di fregata Tōru Iwahashi all'inizio degli anni quaranta, l'Asagumo lasciò il 26 novembre 1941 lo Stretto di Terashima con il resto della propria unità e si diresse alla base militare di Mako nelle Pescadores, dove tutte le navi si ancorarono il 29 e la 4ª Squadriglia fu prestata alla 3ª Flotta del viceammiraglio Ibō Takahashi per le imminenti operazioni contro le Filippine. Il 7 dicembre, giorno precedente l'attacco di Pearl Harbor a causa della linea internazionale del cambio di data, l'Asagumo lasciò Mako e la mattina dell'11 vigilò sugli sbarchi a Vigan nella Luzon nord-occidentale, seguiti il 22 dall'invasione incontrastata del Golfo di Lingayen più a sud. Il rapido crollo statunitense in quasi tutto l'arcipelago consentì alla 3ª Flotta di ridislocare rapidamente le sue forze contro il settore orientale delle Indie olandesi: il 12 gennaio 1942 l'Asagumo coprì assieme alle unità gregarie l'occupazione di Tarakan nel Borneo nord-orientale, poi il 23 i cacciatorpediniere scortarono il convoglio d'invasione di Balikpapan, conquistata a dispetto di un'audace incursione compiuta da quattro cacciatorpediniere statunitensi. L'8 febbraio l'Asagumo protesse gli sbarchi a Makassar e rimase per un certo periodo nella zona di Celebes; infine il 25 febbraio fu schierato in appoggio al facile sbarco sull'isola di Bawean. Aggregato al convoglio d'invasione orientale per Giava, prese parte alla battaglia del Mare di Giava del 27 febbraio e affondò a cannonate, collaborando con il gemello Minegumo, il cacciatorpediniere HMS Electra; subì però a sua volta danni piuttosto importanti dal fuoco di risposta britannico e, con quattro morti e diciannove feriti, ripiegò a Balikpapan dove per un paio di settimane fu sottoposto a riparazioni d'emergenza a opera della nave officina Yamabiko Maru. Il 18 marzo accompagnò l'unità a Makassar, dove attendevano gli avariati Asashio e Arashio, e il 20 partì in solitaria verso l'arsenale di Yokosuka, toccato il 29. Rimesso in completa efficienza dopo lunghi lavori, l'Asagumo raggiunse la propria divisione nella baia di Hashirajima e a fine maggio salpò con essa e il resto della 2ª Flotta, mobilitata per l'attacco all'atollo di Midway. Non ebbe alcun ruolo nello scontro aeronavale e, rientrato in Giappone, fu inviato nel teatro di guerra settentrionale secondo il piano di rafforzamento della 5ª Flotta, per renderla capace di affrontare un'ipotetica controffensiva statunitense tesa a riconquistare le isole di Attu e Kiska (prese tra il 7 e il 10 giugno). La flotta lasciò la base di Ominato il 27 e rimase in pattugliamento a sud-ovest delle Aleutine sino al 13 luglio.

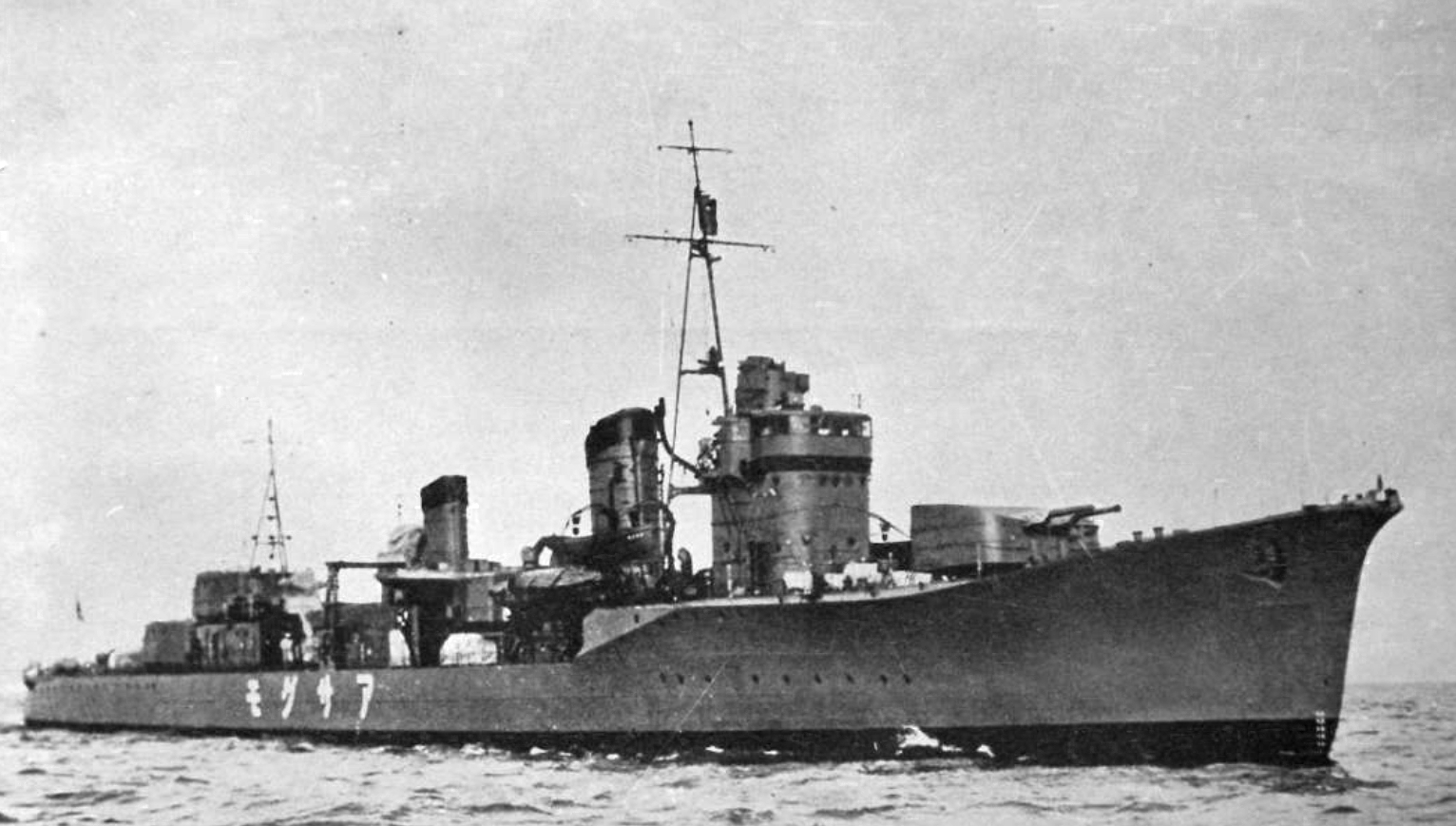
LAsagumo in un'immagine d'anteguerra

Nei giorni seguenti l'Asagumo fu richiamato a Kure e salpò il 19 assieme al Natsugumo a fianco dell'incrociatore pesante Chokai, da poco divenuto ammiraglia dell'8ª Flotta di stanza a Rabaul. Le tre navi arrivarono alla grande rada di Truk il 25, da dove il Chokai proseguì il suo viaggio; invece l'Asagumo e il gemello caricarono a bordo reparti di fanteria e il 29 partirono per recarle a Kwajalein nelle Marshall: lo sbarco fu rapido e per il 1º agosto erano tornati a Truk, che lasciarono poco dopo per fermarsi l'8 a Yokosuka. Ripartirono l'11 assieme ad altri cacciatorpediniere per accompagnare il grosso della 2ª Flotta a Truk, in vista della prima controffensiva giapponese collegata alla campagna di Guadalcanal. Nella successiva battaglia delle Salomone Orientali (23-25 agosto) l'Asagumo fu inquadrato nel gruppo da battaglia avanzato della flotta, al diretto comando del viceammiraglio Nobutake Kondō, che ebbe solo un ruolo marginale. In settembre l'Asagumo e la 9ª Divisione parteciparono a pattugliamenti aggressivi a nord delle isole Salomone, rimasti senza seguito, quindi il 28 si ancorarono alla base nipponica delle isole Shortland: da qui l'Asagumo salpò il 2 e il 5 ottobre, in testa a due missioni di trasporto rapido verso la contesa isola di Guadalcanal, e di nuovo l'8 a fianco della nave appoggio idrovolanti Nisshin. La mattina dell'11 ripartì dall'arcipelago nel gruppo di rifornimento per Guadalcanal – Nisshin e Chitose cariche di armamenti pesanti – che contava anche altri cinque cacciatorpediniere ospitanti a bordo reparti di fanteria. Lo sbarco dei rinforzi riuscì con successo nella notte ma, la mattina del 12, si verificarono numerosi raid aerei statunitensi e l'Asagumo si attardò nel salvataggio dei naufraghi del Natsugumo, prima di raggiungere indenne le Shortland. Il 14 e il 17 completò da qui altre due traversate del Tokyo Express, per poi spostarsi a Rabaul e venire assegnato alla guardia dell'ammiraglia Chokai che, il 25-26 ottobre, si fermò nella rada delle Shortland: rimase a fianco dell'incrociatore nel corso della susseguente battaglia delle isole Santa Cruz, senza però parteciparvi. Dal 2 al 6 novembre divenne provvisoriamente ammiraglia anche della 4ª Squadriglia (contrammiraglio Tamotsu Takama) ed entro la prima decade del mese fu alla testa di tre importanti viaggi notturni di trasporto a Guadalcanal. L'11 novembre tornò a ospitare a bordo il contrammiraglio Takama e fu inquadrato nel "gruppo da bombardamento", enucleato dalla 2ª Flotta allo scopo di distruggere nottetempo l'aeroporto statunitense: fu così coinvolto nel primo atto della complessa battaglia navale di Guadalcanal, durante la quale contribuì all'affondamento del cacciatorpediniere USS Monssen e inferse danni all'incrociatore leggero USS Helena. Un'altra fonte afferma che l'Asagumo fu autore, invece, del colpo di grazia al cacciatorpediniere USS Laffey. Terminato lo scontro si affiancò all'immobile cacciatorpediniere Yudachi, il cui comandante richiese di essere rimorchiato: il contrammiraglio Takama, però, constatò lo stato della nave e ingiunse al capitano Kikkawa di procedere a un rapido abbandono, quindi fece calare in mare alcune lance di salvataggio prima di ripiegare verso nord-ovest. L'Asagumo si ricongiunse con la nave da battaglia Kirishima in giornata e seguì la 2ª Flotta di nuovo nelle acque dell'isola, dove si combatté un'altra battaglia notturna; la corazzata ebbe la peggio nello scontro e l'Asagumo collaborò nel recupero degli uomini, quindi ripiegò a Truk con le altre navi il 18 novembre. Revisionato e riparato, il 21 dicembre salpò con il cacciatorpediniere Shigure a fianco della portaerei di scorta Chuyo diretta a Yokosuka, accompagnandola anche sulla rotta del ritorno.

### 1943
Arrivato a Truk l'8 gennaio 1943, per quasi tutto il resto del mese l'Asagumo partecipò con il Samidare alla difesa della portaerei Junyo, incaricata di fornire copertura al convoglio Hei No. 1 che dalle isole Palau stava trasferendo parte della 20ª Divisione fanteria a Wewak in Nuova Guinea, e poi degli stessi trasporti. Dal 31 gennaio al 4 febbraio seguì le forze da battaglia giapponesi a nord delle Salomone, azione diversiva per facilitare lo sgombero di Guadalcanal: la notte del 4 febbraio e di nuovo la notte del 7 coprì con altre unità i gruppi di cacciatorpediniere che prendevano a bordo le truppe. Dopo una sosta a Rabaul si fermò il 17 alle isole Palau. Dal 19 al 23 fu impegnato assieme al Samidare nella difesa del convoglio Hei No. 3, formato dagli incrociatori ausiliari Aikoku Maru, Gokoku Maru e Kiyozumi Maru intenti a trasportare a Wewak unità della 41ª Divisione fanteria. Proseguì poi da solo fino a Rabaul, che lasciò a fine febbraio al seguito della 3ª Squadriglia per scortare otto cargo a Lae e Salamaua: la formazione fu però duramente colpita nel corso della battaglia del Mare di Bismarck (2-4 marzo) e perse tutte le navi da carico. L'Asagumo, che con lo Yukikaze aveva portato i naufraghi di un trasporto a destinazione, arrivò sul luogo del disastro il 3 marzo e poté solo trarre in salvo i sopravvissuti, sfuggendo indenne a un'altra ondata di attacchi aerei; dopo una tappa a Kavieng li fece scendere il 5 a Rabaul, per poi dirigere due giorni più tardi alle isole Shortland. Da questa base l'Asagumo fu impegnato in continue missioni notturne di trasporto truppe a Kolombangara, nuovo bastione avanzato nipponico nelle Salomone; nel corso del servizio l'equipaggio ebbe notizia che il 1º aprile la 9ª Divisione era stata riassegnata alla 1ª Squadriglia, operante sotto la 5ª Flotta. Il 5 aprile l'Asagumo completò un ultimo sbarco di truppe a Kolombangara, quindi fece rotta per Truk e infine sull'arsenale di Yokosuka, dove il 13 aprile si ormeggiò per un approfondito raddobbo. Nell'occasione fu anche aumentata la dotazione contraerea, scambiando le due coppie di cannoni Type 96 da 25 mm ai lati del fumaiolo posteriore con due impianti tripli e costruendo un ballatoio rialzato tra la plancia e la torre d'artiglieria prodiera, ospitante un affusto binato di pezzi da 25 mm.
Il 21 maggio l'Asagumo riprese il mare e si portò in tre giorni agli ancoraggi di Paramushiro, rivestendo nelle settimane successive incarichi di pattugliamento e difesa del traffico navale nipponico. Il 7 giugno prestò assistenza al danneggiato Shirakumo e il 9 passò al comando del capitano di corvetta Kazuo Shibayama. In luglio prese parte a entrambi i tentativi della flotta di evacuare la numerosa guarnigione di Kiska, il secondo dei quali fu coronato da pieno successo tra il 22 luglio e il 1º agosto: durante tale operazione, cui ebbero parte altri cinque cacciatorpediniere e gli incrociatori leggeri Abukuma e Kiso, accolse a bordo 476 uomini. Da Paramushiro ripartì il 3 agosto a fianco dell'incrociatore pesante Maya diretto a Yokosuka, dove si attardò brevemente prima di rientrare a Ominato l'11 agosto, base principale della 5ª Flotta. Per i successivi tre mesi condusse regolari pattugliamenti e missioni di scorta. Il 31 ottobre l'Asagumo fu riassegnato alla 10ª Divisione, dipendente dalla 10ª Squadriglia inserita nella 3ª Flotta (la squadra di portaerei moderne della Marina imperiale) e, subito, salpò inquadrato nello schermo difensivo di un convoglio con rotta su Yokosuka, toccata il 4 novembre: qui il cacciatorpediniere subì una seconda, estesa revisione. In corso d'opera perse la torre sopraelevata di poppa per fare spazio a due installazioni triple di cannoni Type 96 da 25 mm L/60 e, inoltre, fu equipaggiato con un radar Type 22 per bersagli navali, assicurato all'albero tripode prodiero opportunamente rinforzato. Il 31 dicembre, pienamente operativo, partì da Sasebo con la scorta di un convoglio carico di truppe e attrezzature alla volta di Truk.

### 1944 e l'affondamento
L'Asagumo arrivò a Truk il 7 gennaio 1944 e vigilò sullo scarico del convoglio, dopodiché salpò il 10 per accompagnare la grande corazzata Yamato a Kure, viaggio completato il 16. Dal 6 al 13 febbraio fu invece di scorta alla 1ª Divisione portaerei (Shokaku, Zuikaku) in trasferimento a Singapore: il 20, comunque, riprese il mare a fianco della Zuikaku seguendola fino a Kure e, di nuovo, nel ritorno a Singapore (15 marzo). Rimase dunque nell'area sino a al 12 maggio, quando con numerosi altri cacciatorpediniere si occupò di scortare le unità maggiori della 1ª Flotta mobile – la totalità della 2ª e 3ª Flotta – all'ancoraggio di Tawi Tawi, base dove attendere la prossima mossa offensiva della United States Navy. Il 30, con il Kazagumo, scortò la vecchia corazzata Fuso sino a Davao, ma il 2 giugno il gruppo fu richiamato precipitosamente per appoggiare l'operazione Kon, il contrattacco all'isola di Biak sulla quale una divisione statunitense era sbarcata a fine maggio: l'attacco fu comunque annullato il 5 giugno e lo Asagumo seguì le altre navi di nuovo a Davao. L'operazione fu riattivata il 7 e stavolta l'Asagumo affiancò la 5ª Divisione incrociatori (Myoko, Haguro), ma già l'8 fu dirottato per recuperare i sopravvissuti del Kazagumo silurato; l'11 raggiunse il gruppo da battaglia a Batjan. Il 13 giugno, però, la 1ª Flotta mobile ebbe notizia dell'imminente sbarco nemico nelle Marianne: l'Asagumo e il resto delle navi a Batjan salparono verso nord e il 16 si riunirono all'altro troncone della flotta. Nella disastrosa battaglia del Mare delle Filippine del 19-20 giugno l'Asagumo fece parte dello schermo difensivo alle portaerei della Forza "A", al diretto comando del viceammiraglio Jisaburō Ozawa. Il 21 giugno fu autorizzato a procedere isolatamente verso Okinawa senza attendere che la flotta si riorganizzasse: il viaggio fu ostacolato da problemi all'alimentazione delle turbine, che impedirono di superare i 16 nodi, ma dopo la tappa fu capace di proseguire fino alla baia di Hashirajima, ormeggiandovisi il 24. Il 10 luglio fu aggregato alla 4ª Divisione, sempre agli ordini della 10ª Squadriglia e che già comprendeva le unità sorelle Yamagumo e Michishio; si spostò a Yokosuka e il 14 salpò di scorta al Maya impegnato a trasferire truppe a Okinawa. L'Asagumo proseguì dunque per le isole Lingga che toccò il 29, arcipelago che allora fungeva da base d'oltremare per le forze da battaglia nipponiche: rimase nella zona per alcuni mesi. In un momento imprecisato di questo periodo di limitata attività bellica, l'Asagumo fu fornito di otto/dodici cannoni Type 96 da 25 mm su affusto singolo, piazzati lungo il ponte e sul castello prodiero; fu anche implementato un radar Type 13 da ricerca aerea (fissato alla cima dell'albero di maestra), furono rimossi i paramine e metà della scorta di siluri. È più incerto l'incremento a trentasei delle bombe di profondità, forse avvenuto già in precedenza. A causa delle modifiche succedutesi nel tempo, il dislocamento standard crebbe oltre le 2000 tonnellate, quello a pieno carico a 2677 tonnellate e la velocità massima si ridusse a 29 nodi.

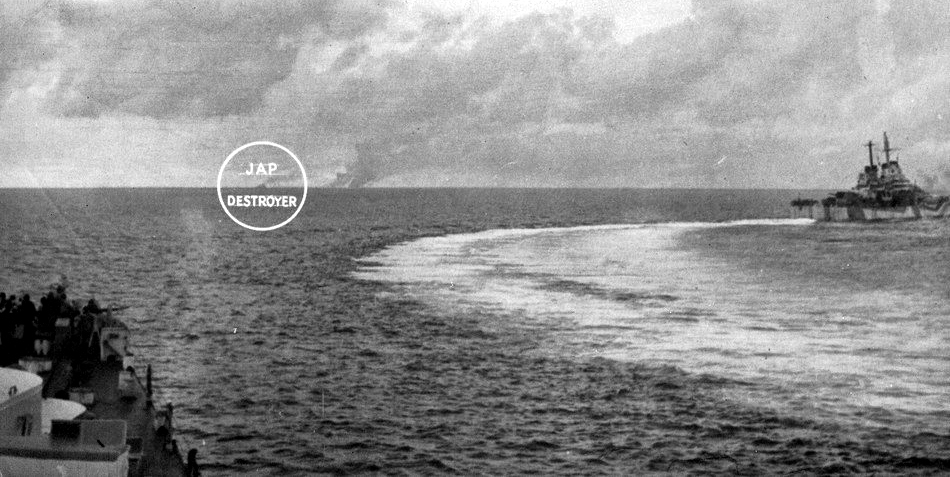
Gli incrociatori Columbia e Denver (dal quale è stata scattata la foto), accostano prima di bersagliare lo Asagumo, indicato dal circolo bianco

Nel quadro della cruciale operazione Shō-Gō 1 l'Asagumo arrivò a metà ottobre alle isole Lingga e il 17 salpò di scorta alla squadra di rifornimento per le forze appositamente riunite a Brunei, dove il mattino del 22 ottobre fece il pieno di carburante attigendo dai depositi della nave da battaglia Yamashiro. Partì nel pomeriggio aggregato alla squadra del viceammiraglio Shōji Nishimura, che comprendeva inoltre la nave da battaglia Fuso, l'incrociatore pesante Mogami e i cacciatorpediniere Asagumo, Michishio e Shigure. La squadra passò attraverso il Mar di Sulu e a nord di Mindanao per percorrere da sud lo Stretto di Surigao e sbucare così a meridione delle teste di ponte statunitensi a Leyte. Nella notte del 24-25 ottobre le unità giapponesi cozzarono però contro il massiccio schieramento della Settima Flotta: l'Asagumo si trovava in testa con le due unità sorelle e fu investito in pieno dal preventivo attacco silurante eseguito da un gruppo di cacciatorpediniere americani. Dopo le 03:00 un siluro proveniente dall'USS McDermut tranciò il dritto di prua dell'Asagumo e rese inservibile i cannoni prodieri; l'unità rimase a galla e invertì la rotta, cercando senza successo di allontanarsi il più possibile. Il mattino presto del 25 ottobre fu raggiunto all'imbocco meridionale dello stretto da una formazione veloce distaccata dalla Settima Flotta, comprendente gli incrociatori leggeri USS Denver e USS Columbia affiancati da tre cacciatorpediniere; alle 07:07 iniziarono a sparare sull'Asagumo, che rispose al fuoco con la sola torre di poppa. Lo scontro fu risolto rapidamente e alle 07:21 l'Asagumo affondò completamente devastato con 191 morti, alle coordinate 10°04′N 125°21′E. I trentanove superstiti, tra i quali si trovava anche il capitano Shibayama, furono salvati in seguito da motosiluranti statunitensi.
Il 10 gennaio 1945 l'Asagumo fu rimosso dalla lista del naviglio in servizio con la Marina imperiale.